# Мисс Казахстан 2018
Мисс Казахстан 2018 (каз. Мисс Қазақстан 2018) — 21-й конкурс красоты Мисс Казахстан. Состоялся 31 марта 2018 года в Астане, во Дворце мира и согласия. Победительницей стала представительница города Атырау — Альфия Ерсайын.

## Проведение конкурса
Проведение национального конкурса было перенесено с декабря 2017 на март 2018 года.

«Мы решили обновить конкурс и устроить весенний праздник. Конкурс „Мисс Казахстан“ впервые пройдет весной, в марте 2018 года. Это будет новая программа, где финалистки и все зрители смогут увидеть нашу прекрасную столицу Астану весной, когда проходит главный праздник Великой степи — Наурыз. Будет много сюрпризов и красивое шоу!» — поделилась директор конкурса Алена Ривлина-Кырбасова.
— Организаторы конкурса «Мисс Казахстан» обещают много сюрпризов и красивое шоу
28 марта участницы посетили специализированную коррекционную школу-интернат Астаны, где поздравили воспитанников
Первоначально оговаривалось, что победительница «Мисс Казахстан» получит пять миллионов тенге, однако по факту получит всего три миллиона тенге. Традиционное приданое, рекламные контракты с люксовыми брендами, подарок фотосессию от известного фотографа Мареты Келиговой и право представить республику на конкурсе «Мисс мира 2018».
В начале марта 2018 года, были отобраны 10 участниц из социальной сети Instagram.
Сабина Азимбаева примет участие в международном конкурсе красоты «Мисс Вселенная 2018», а Екатерина Дворецкая в 2019 году.
После проведения конкурса, победительницу обвинили в подтасовке данных

## Жюри
Состав жюри:
- Ырза Турсынзада — основатель дома «Алтын Орда»
- Кайрат Жаныбеков — генеральный директор международного отеля Wyndham Garden
- Ольга Рыпакова — дважды бронзовый призер Олимпиады и чемпионка мира 2010 года
- Крым Алтынбеков — художник-реставратор
- Тауекел Муслим — актёр и телеведущий
- Диана Кенесова — «Мисс Караганда — 2013», первая в истории конкурса «Мисс Интернет Казахстан»
- Ляйла Султанкызы — телеведущая
- Сундет Байгожин — ведущий солист театра «Астана Опера»
- Совет Сеитов — директор социальный программ Конкурса «Мисс Казахстан»
- Сакен Жаксыбаев — казахстанский fashion-продюсер
- Алена Ривлина-Кырбасова — президент национального конкурса «Мисс Казахстан»

## Итоги конкурса
Список финалисток:
| Титул               | Участница           |
| ------------------- | ------------------- |
| Мисс Казахстан 2018 | Альфия Ерсайын      |
| 1-я Вице Мисс       | Екатерина Дворецкая |
| 2-я Вице Мисс       | Маймуна Кулькешева  |
| 3-я Вице Мисс       | Динара Баймуратова  |
| Топ 5               | Сабина Азимбаева    |

## Участницы
Список участниц:
| Имя                    | Возраст* | Рост | Родной регион/город | Итоговое место | Примечание |
| ---------------------- | -------- | ---- | ------------------- | -------------- | --- |
| Сабина Азимбаева       | 18       | 177  | Алматы              | 3-я Вице-мисс  | |
| Саният Арысова         | 17       | 169  | Тараз               |                | Участница Instagram-кастинга |
| Эйлем Ахметова         | 19       | 178  | Алматы              |                | Участница Instagram-кастинга |
| Адина Базарбаева       | 17       | 173  | Уральск             |                | |
| Динара Баймуратова     | 18       | 180  | Семей               | 3-я Вице-мисс  | |
| Аружан Баратова        | 18       | 172  | Алматы              |                | Участница Instagram-кастинга. |
| Аяужан Бахтыбаева      | 21       | 174  | Усть-Каменогорск    |                | |
| Салима Бейсенгалиева   | 18       | 175  | Шымкент             |                | Участница Instagram-кастинга. Участвовала на «Мисс Шымкент 2016», где стала обладательницей приза зрительских симпатий.                                                                             |
| Нурсулу Бегжанова      | 21       | 175  | Астана              |                | После награждения «Мисс Астана 2017», олимпийский чемпион Василий Левит якобы высказался об участницах, что «ни одна не понравилась». Через два сказал, что его слова были неправильно истолкованы. |
| Анжелика Гит           | 19       | 172  | Балхаш              |                | Участница Instagram-кастинга. Организаторы отмечают, что этот город будет впервые представлен на «Мисс Казахстан».                                                                                  |
| Карина Гурьянова       | 20       | 168  | Шымкент             |                | Участница Instagram-кастинга. В 2014 году участвовала на Мисс Казахстан. |
| Зайнура Дабидова       | 23       | 176  | Алматы              |                | Участница Instagram-кастинга. На некоторых новостных сайтах, фамилия указана как «Давидова», через букву «В».                                                                                       |
| Екатерина Дворецкая    | 19       | 177  | Караганда           | 1-я Вице-мисс  | Участвовала в национальном конкурсе красоты 2015 года. Не заняла каких-либо итоговых мест. |
| Альфия Ерсайын         | 16       | 180  | Атырау              | 1-я Вице-мисс  | |
| Аина Жумабаева         | 18       | 173  | Кокшетау            |                | |
| Жадыра Жумагул         | 20       | 178  | Талдыкорган         |                | |
| Дана Келмаганбетова    | 19       | 177  | Актобе              |                | |
| Валерия Басова         | 19       | 170  | Темиртау            |                | |
| Дайана Майлина         | 22       | 173  | Петропавловск       |                | Заменила «Мисс Петропавловск 2017». Первая Вице-мисс Петропавловск. |
| Алена Маркалина        | 20       | 176  | Караганда           |                | Участница Instagram-кастинга. |
| Айганым Ниязбек        | 17       | 180  | Шымкент             |                | |
| Самина Нурбекова       | 19       | 171  | Астана              |                | |
| Маймуна Кулькешева     | 19       | 175  | Астана              | 2-я Вице-мисс  | |
| Айнель Кульмаганбетова | 20       | 171  | Кызылорда           |                | |
| Лиана Руденко          | 18       | 180  | Уральск             |                | Участница Instagram-кастинга. |
| Аяжан Сакиева          | 16       | 174  | Актау               |                | |
| Мольдир Сейтказина     | 23       | 169  | Семей               |                | Первая Вице-мисс Семей. Заменила участницу Instagram-кастинга Асель Исмагамбет из Костаная. |
| Сания Темерханова      | 20       | 177  | Павлодар            |                | |
| Зарина Токтубаева      | 18       | 173  | Костанай            |                | |
| Анастасия Шимина       | 19       | 175  | Астана              |                | |

* На момент участия

## Замена участниц
- Победительница «Мисс Петропавловск 2017» — сняла своё участие с национального конкурса. Её заменила Первая Вице-мисс Петропавловск — Дайана Майлина[6].
- Участница Instagram-кастинга Асель Исмагамбет представлявшая Костанай сняла своё участие, её место заняла другая участница — Мольдир Сейтказина из города Семей[6].
- Участница из Кызылорды — Гульнур Нуртаза[53], сняла своё участие по семейным обстоятельствам. Её место заняла — Айнель Кульмаганбетова[4].
- Участница из Темиртау — Дарья Кохан[10][54] не смогла участвовать по причине учёбы в России. Её заменила — Валерия Басова[10][13][37].
- Участница из Тараза — Умит Ильясова по неизвестным причинам не участвует в конкурсе[10]. Первоначально была заявлена в списке участниц[13].